# Pretty World
Pretty World is het tweede album van de Texaanse singer-songwriter Sam Baker.
In de week van 20 augustus 2007 was Pretty World van Baker de Disque Pop De La Semaine in het Radio 6-programma Boogie Nights van de VPRO. Het weekend daarop was het de week-cd bij het KRO-programma American Connection. De luisteraars van dat radioprogramma zetten het album op nummer 1 van de Americana Album Top 25 van 2007.

## Musici
- Sam Baker - zang, akoestische gitaar, mondharmonica
- Mike Daly - pedalsteel, slidegitaar
- Ron DeLaVega - cello, contrabas, basgitaar
- Mickey Grimm - drums, slagwerk
- Tim Lorsch - mandoline, viool
- Rick Plant - elektrische gitaar
- Walt Wilkins - spreekstem, akoestische gitaar

Gastmuzikanten
- Chris Baker-Davies - zang
- Joel Guzman - accordeon
- Lloyd Maines - resonatorgitaar, pedalsteel
- Bill McDermott- harmonium, elektrische gitaar
- Fats Kaplan - accordeon
- Gurf Morlix - zang, elektrische gitaar
- Davis Raines - zang
- Marcia Ramirez - zang
- Britt Savage - zang

## Tracks
1. Juarez
2. Orphan
3. Slots
4. Pretty World
5. Odessa
6. Sweetly Undone
7. Psychic
8. Boxes
9. Prelude
10. Broken Fingers
11. Days
12. Recessional